# ريتشارد كلارك (متسابق يخت)
ريتشارد كلارك هو متسابق يخت كندي، ولد في 20 نوفمبر 1968 في تورونتو في كندا.

## وصلات خارجية
- ريتشارد كلارك على موقع أوليمبيديا (الإنجليزية)
- ريتشارد كلارك على موقع اللجنة الأولمبية الكندية (الإنجليزية)